# 宝骏530
宝骏530是中國汽車製造商上汽通用五菱生产的5-7人座的紧凑型跨界SUV。於2017年的广州國際汽車展覽會上首次亮相，它借鉴了较小的510的设计灵感，是560的后继产品，而560仍作为更便宜的另類選擇。該車在中國海外市場成為通用集團旗下三個品牌換標車。分別為南美市場的雪佛蘭Captiva、印尼市場的五菱Almaz、印度市場的名爵Hector。

## 沿革
在中國市場中，寶駿530是介乎於寶駿510之上、寶駿RS-5之下的中型SUV，價格定為¥78800至¥119800元人民幣。並配搭了霍尼韋爾的1.5L渦輪增壓引擎配搭五速手排及雙離合變速箱，自然進氣引擎版本則配搭五速半自動變速器。
於2018年11月，該車款推出了由羅伯特·博世與上汽通用五菱研發的8速無段自動變速器以及調節了扭距和馬力的版本。並於2019年1月推出7座版本。
截至2018年，中國總共有116,324輛寶駿530賣出。

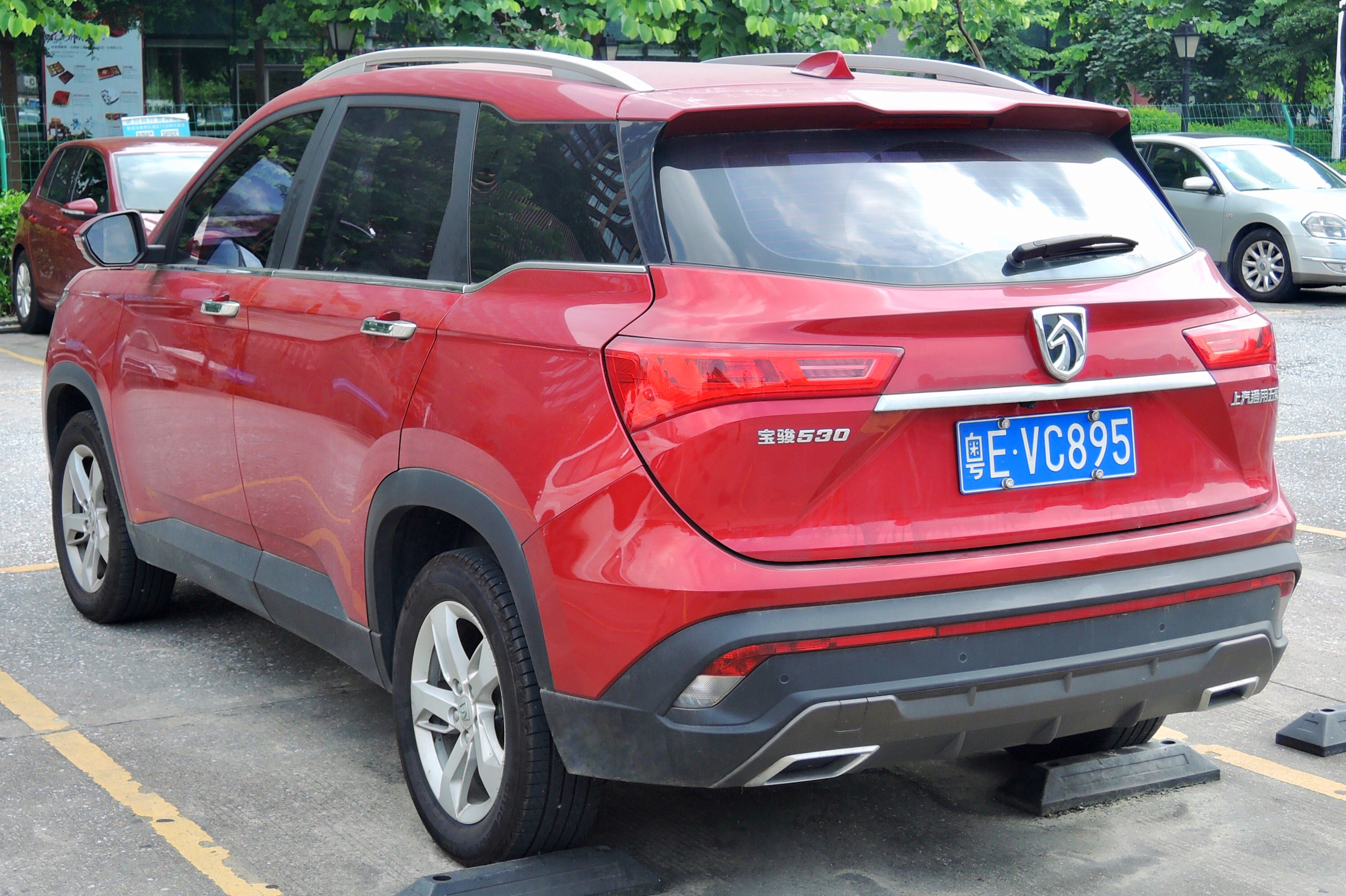
車尾

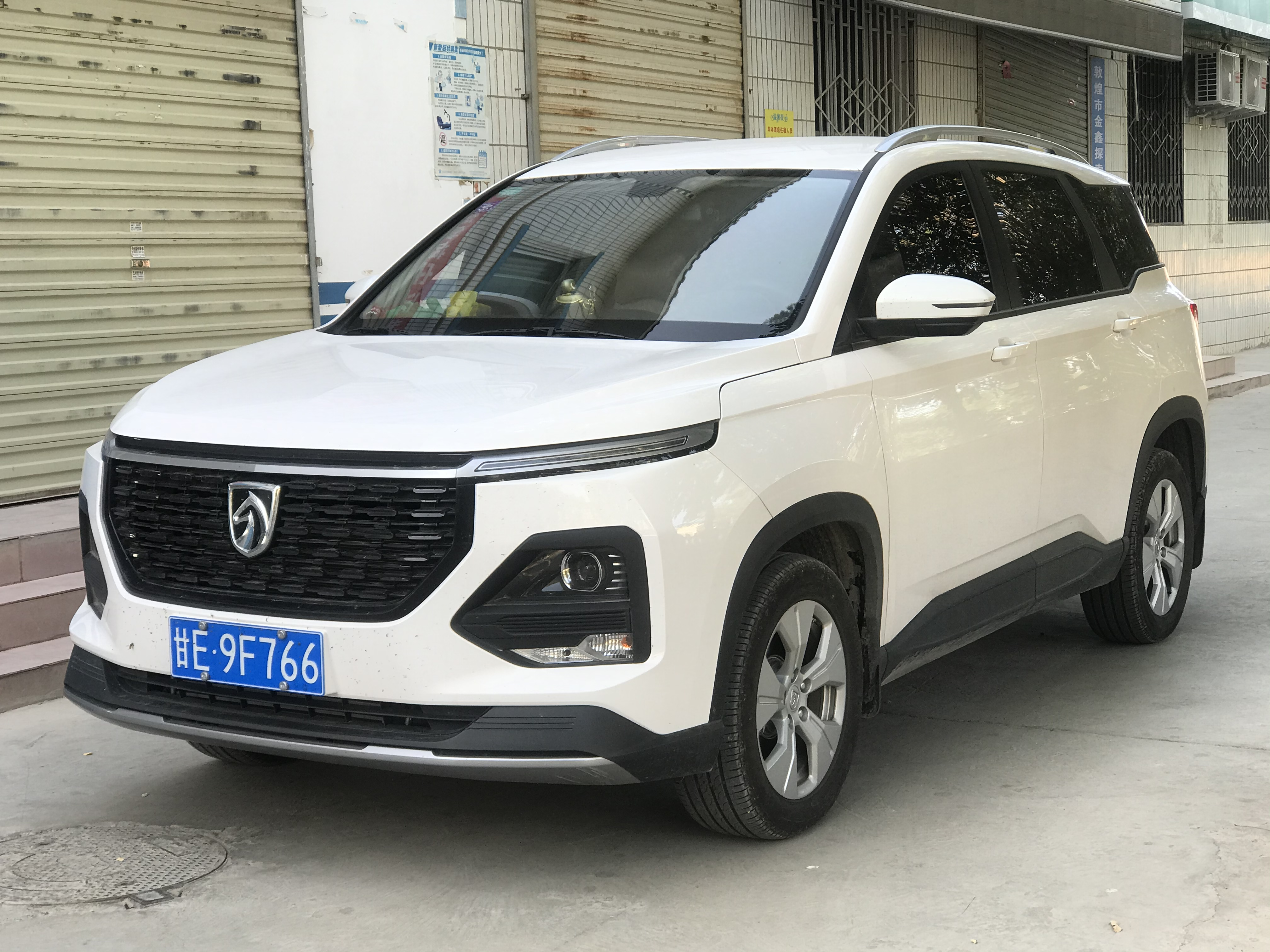
2019年改款

## 海外市場

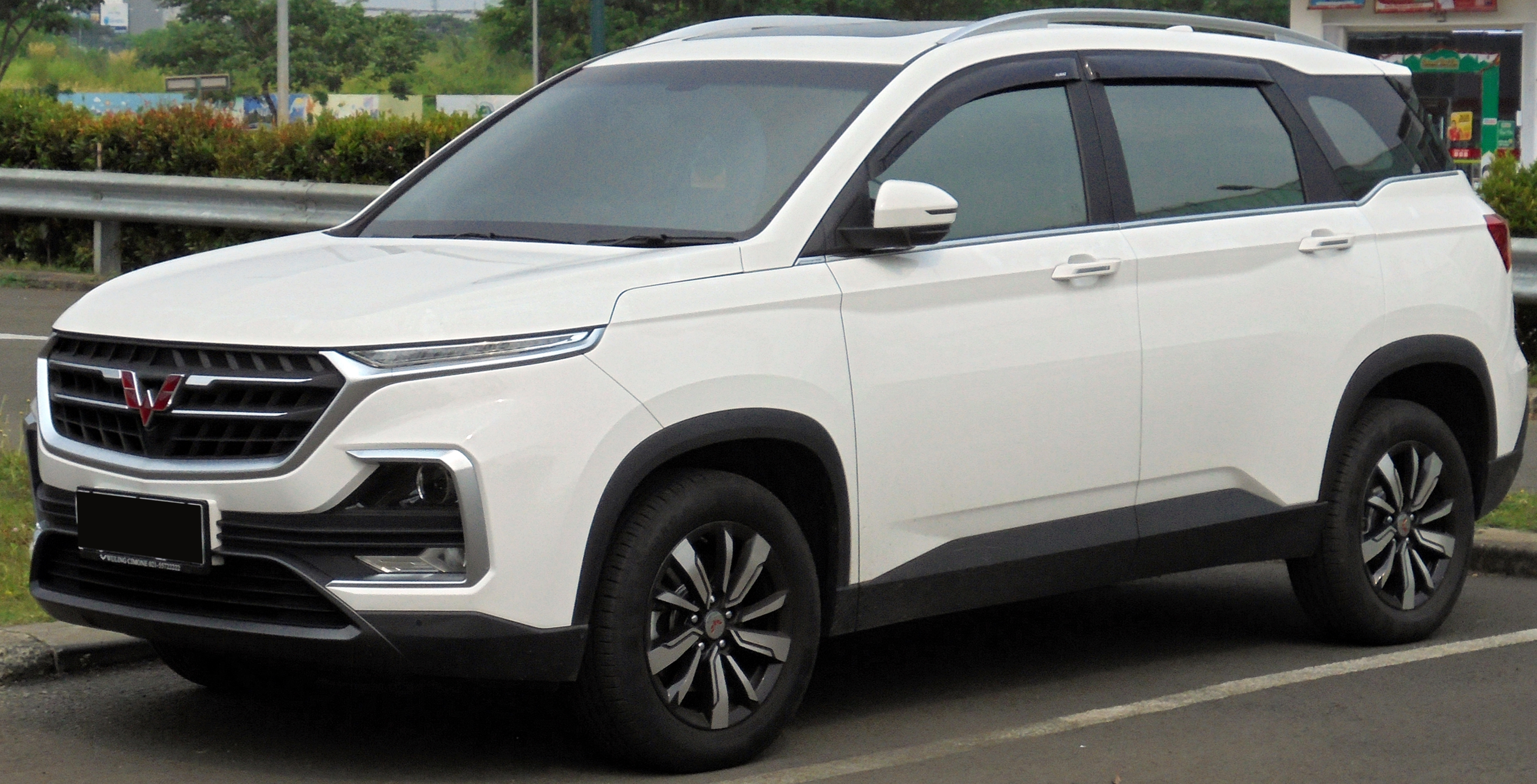
印尼市場的五菱Almaz

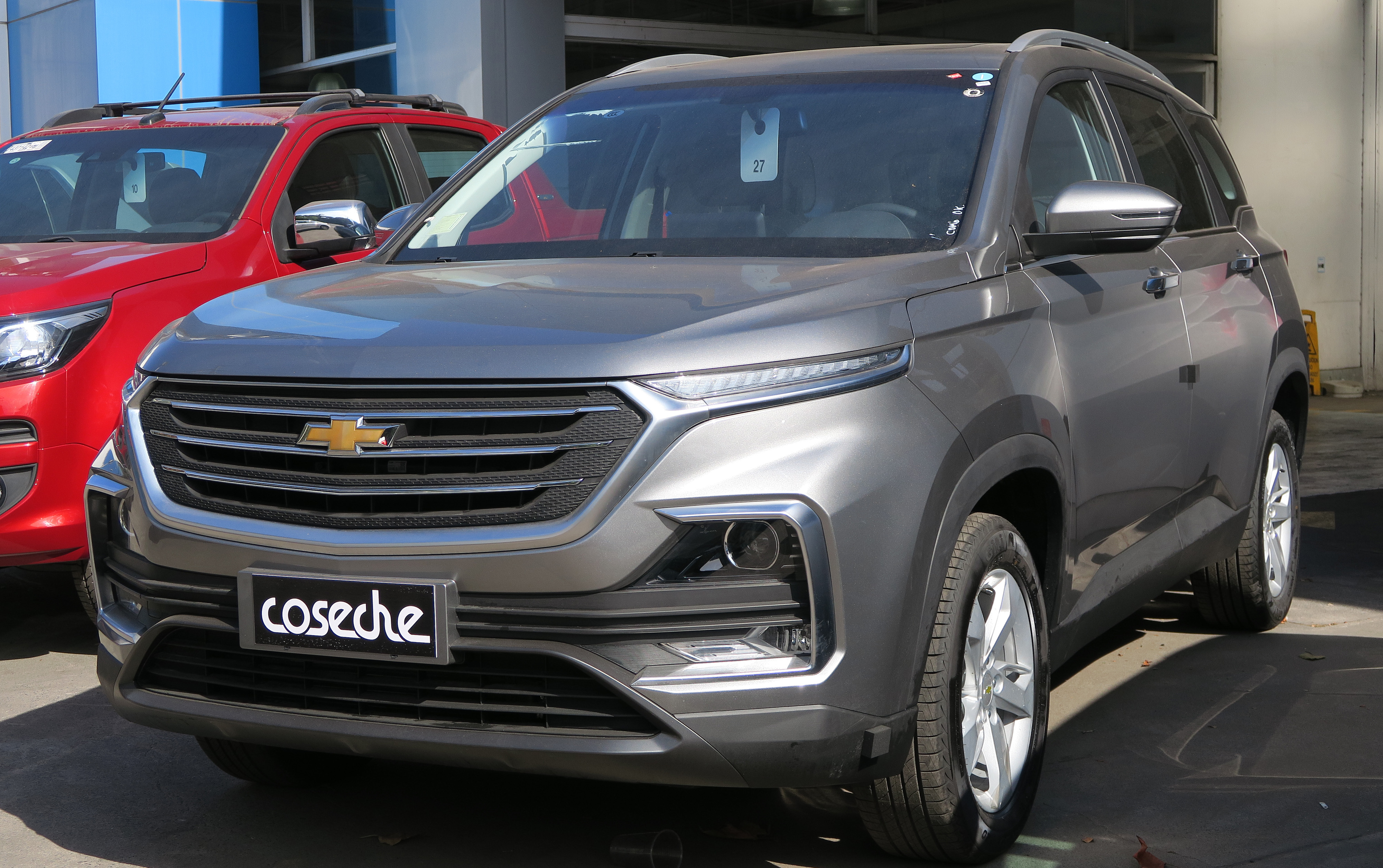
泰國、南美市場的雪佛蘭Captiva

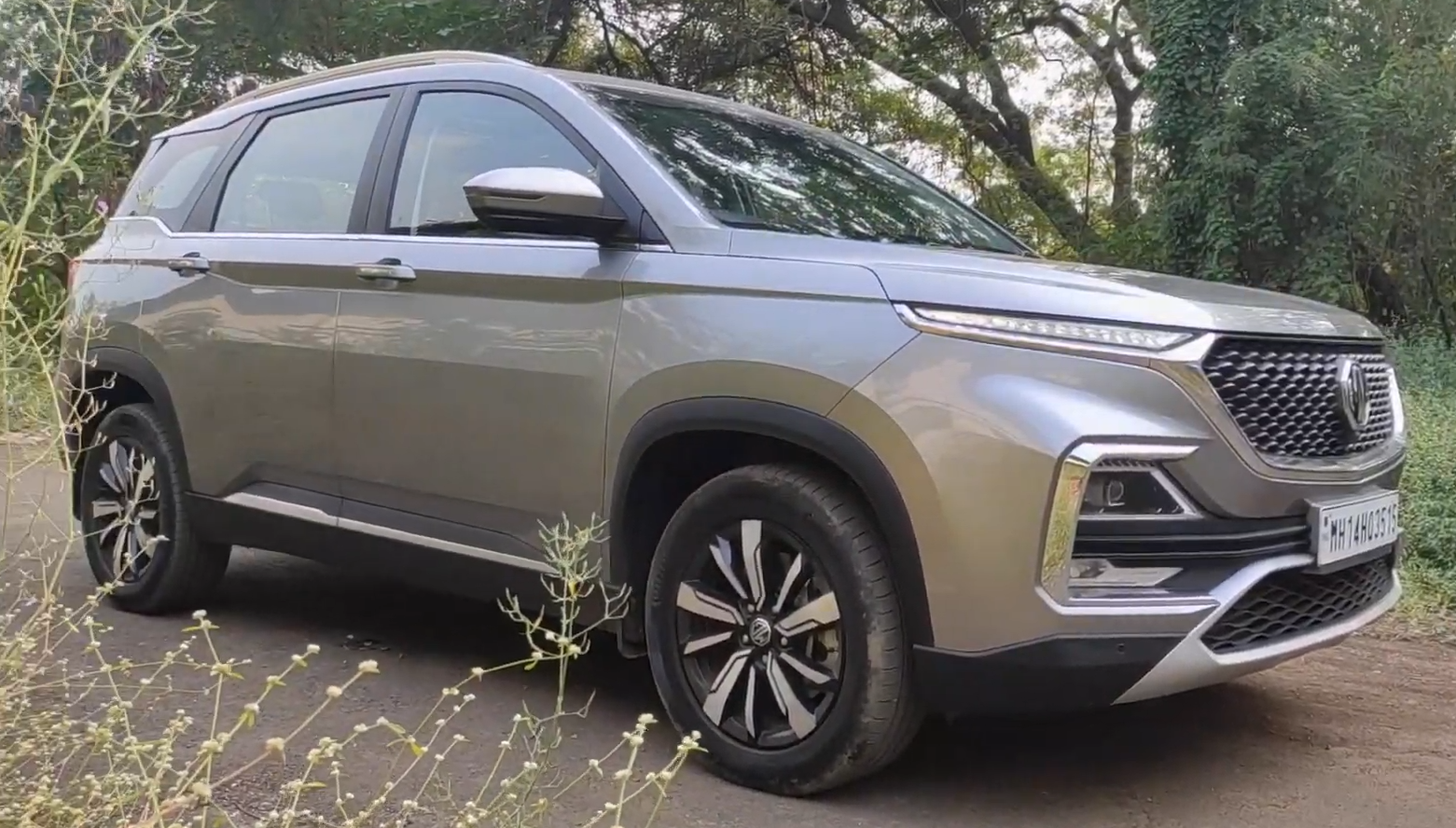
印度市場的MG Hector 2.0 Diesel Sharp（改款前）

## 資料來源
1. ↑  .   [2020-02-06]. （原始内容存档于2020-02-06）.
2. ↑  . media.gm.com. 2018-11-26 （英语）.
3. ↑  . carsalesbase.com.   [2019-07-06]. （原始内容存档于2019-07-10） （美国英语）.

## 外部連結
- 官方网站
- 官方网站（五菱Almaz，印尼市場）
- 官方网站（MG Hector，印度市場）
- 官方网站（雪佛蘭Captiva，秘魯市場）
- 官方网站（雪佛蘭Captiva，泰國市場）